# 普洛切

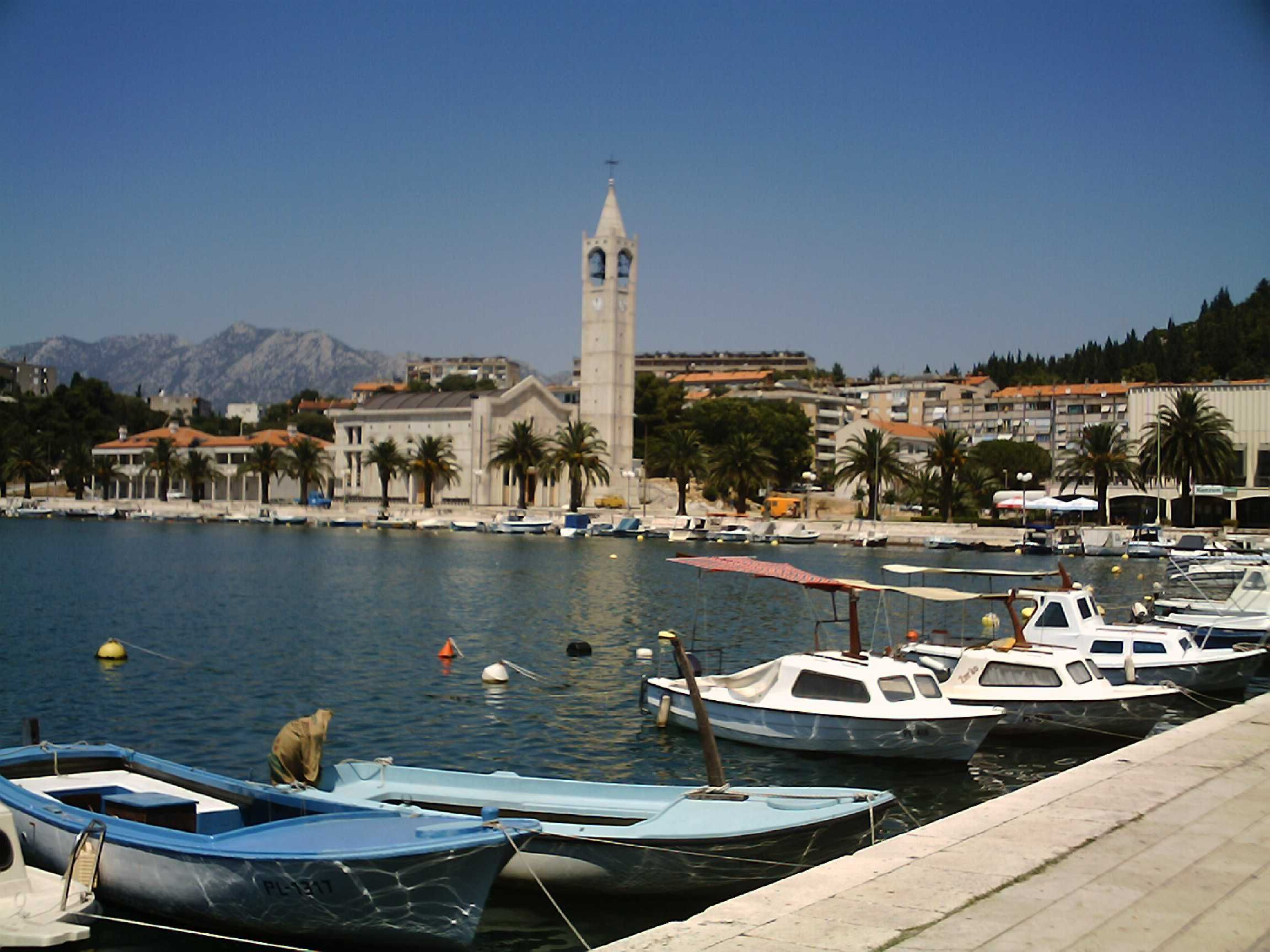

普洛切（發音：[plɔ̂tʃɛ]）是克羅地亞的城鎮，位於該國南部亞得里亞海畔，由杜布羅夫斯克-內雷特瓦縣負責管轄，主要經濟活動是海港貨運，2011年，人口10102。1950年—1954年和1980年—1990年，曾更名为卡德尔城。

## 外部連結
- 官方网站 （克羅埃西亞文）

43°03′N 17°26′E / 43.050°N 17.433°E